# Расчёт согласия (книга)
Расчет согласия: логические основания конституционной демократии (англ. The Calculus of Consent: Logical Foundations of Constitutional Democracy, 1962) – книга американских экономистов Дж. Бьюкенена и Г. Таллока.

## Структура
Книга включает 4 части (20 глав): 1. Концептуальный каркас (4 главы); 2. Область общественного выбора (4); 3. Анализ правил принятия решений (9); 4. Экономическая теория и этика демократии (3); а также 2 Приложения.

## Основные идеи
Основные идеи книги стали фундаментом одной из главных доктрин современной экономической науки – теории общественного выбора.
В книге анализируется процесс принятия экономических решений смешанными методами экономических и политических наук. При этом исходная предпосылка исследования была диаметрально противоположна традиционной – решения политиков и общественных организаций трактовались как  происходящие из их собственных интересов. Основной целью политиков, согласно концепции авторов, является получение максимума голосов на выборах, а государственных органов – увеличение своих штатов и власти. На рынке исследователь оперирует понятиями «спрос и предложение», а в теории общественного выбора эти понятия заменяются различными по своим требованиям и целям группам избирателей и лоббистов с одной стороны, и политиков – с другой.

## Переводы
Книга на русском языке опубликована в издании: Бьюкенен Дж. Сочинения. М.: Таурус Альфа. 1997. Т.1.